# Calamomyia hecate
Calamomyia hecate är en tvåvingeart som först beskrevs av Ephraim Porter Felt 1908.  Calamomyia hecate ingår i släktet Calamomyia och familjen gallmyggor. Inga underarter finns listade i Catalogue of Life.